# Brez
Brez là một đô thị ở tỉnh Trento ở vùng Trentino-Alto Adige/Südtirol của Ý, tọa lạc cách 40 km về phía bắc của Trento. Vào 31 tháng 12 2006, đô thị này có dân số 801 người và diện tích là 18,9 km².
Brez giáp các đô thị: Castelfondo, Cloz, Dambel, Fondo, Sarnonico, và Laurein.